# Jón Steinsson
Jón Steinsson (* 19. Dezember 1976  in Island) ist ein US-amerikanisch-isländischer Ökonom (Makroökonomie, Geldwirtschaft, internationale Wirtschaftsbeziehungen) und Hochschullehrer an der University of California, Berkeley.
Jón Steinsson studierte nach dem Schulbesuch in Reykjavík an der Princeton University (Bachelor 2000) und der Harvard University mit dem Master-Abschluss 2004 und der Promotion bei Robert Barro und Kenneth Rogoff 2007 (Prices and Exchange Rates in General Equilibrium). Er war ab 2008 Assistant Professor, ab 2011 Associate Professor und ab 2017 Professor an der Columbia University und ist ab 2018 Chancellor`s Professor für Ökonomie an der University of California, Berkeley.  
Jón Steinsson befasst sich mit empirischer Makroökonomie, insbesondere Charakterisierung der Stabilität (rigidity) von Preisen und den Folgen für die Volkswirtschaft, Verständnis der Folgen von Maßnahmen in der Geld- und Finanzpolitik zum Beispiel um die Wirtschaft anzukurbeln. Dabei arbeitet er häufig mit seiner Ehefrau Emi Nakamura zusammen und bedienen sich für die Gewinnung neuer  makroökonomischer Erkenntnis einer zum Beispiel geographischen  Feinaufspaltung der empirischen Daten (Verwendung von Mikrodaten). Sie wiesen zum Beispiel in einem viel beachteten Aufsatz Five facts about prices von 2008 nach, dass Rabattaktionen die Erforschung der Preiswirkung erheblich verzerren und ohne diese Preise im Mittel doppelt so lang stabil bleiben. Makroökonomische Modelle, die das nicht berücksichtigen, führen danach zu einer Überbewertung der Anpassungsgeschwindigkeit von Preisen an volkswirtschaftliche Rahmenbedingungen.
Er ist Ko-Direktor des Geldwirtschaftsprogramms (Monetary economics) und Research Associate des National Bureau of Economic Research. Er ist Mitherausgeber (Associate Editor) von Insights im American Economic Review (ab 2018, von 2013 bis 2017 war er im Herausgeberrat) und des Quarterly Journal of Economics (ab 2017) und ab 2017 auswärtiger Herausgeber des Review of Economic Studies. 2022 wurde Steinsson in die American Academy of Arts and Sciences gewählt.
Jón Steinsson und Emi Nakamura haben zwei Kinder.
Als gebürtiger Isländer ist er auch aktiv in der Diskussion finanz- und wirtschaftspolitischer Fragen in Island. 2000/01 war er Ökonom an der isländischen Zentralbank. Neben der isländischen hat er die US-amerikanische Staatsbürgerschaft.

## Schriften (Auswahl)
- mit E. Nakamura: Five Facts About Prices: A Reevaluation of Menu Cost Models, Quarterly Journal of Economics, Band 123, 2008, S. 1415–1464
- mit E. Nakamura: Price Rigidity: Microeconomic Evidence and Macroeconomic Implications, Annual Review of Economics, Band 5, 2013, S. 133–163
- mit E. Nakamura: Fiscal Stimulus in a Monetary Union: Evidence from U.S. Regions, American Economic Review, Band 104, 2014, S. 753–792
- mit A. McKay, E. Nakamura: The Power of Forward Guidance Revisited, American Economic Review, Band 106, 2016, S. 3133–3158
- mit E. Nakamura: Identification in Macroeconomics, Journal of Economic Perspectives, Band 32, 2018, S. 59–86
- mit E. Nakamura, Patrick Sun, Daniel Villar: The Elusive Costs of Inflation: Price Dispersion during the U.S. Great Inflation, Quarterly Journal of Economics, Band 133, 2018, S. 1933–1980